# Progressione del record mondiale della marcia 20 km maschile

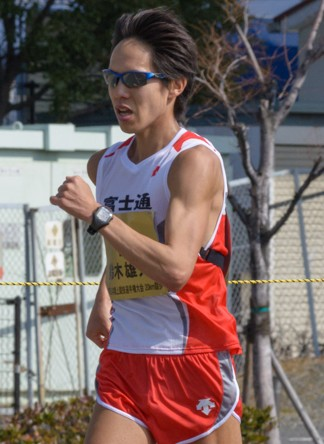
Yūsuke Suzuki, detentore del record mondiale della specialità

La voce seguente illustra la progressione del record mondiale della marcia 20 km maschile di atletica leggera.
Come in tutte le specialità su strada i record mondiali sono stati riconosciuti dalla federazione internazionale di atletica leggera a partire dal 1º gennaio 2004. Ad oggi, la World Athletics ha ratificato ufficialmente 4 record mondiali di specialità.

## Progressione
| Tempo                            | Atleta                     | Nazione          | Luogo                         | Data              | Note |
| -------------------------------- | -------------------------- | ---------------- | ----------------------------- | ----------------- | ---- |
| Non ratificata                   |                            |                  |                               |                   |      |
| 1h38'43"                         | Hermann Müller             | Germania         | Berlino, Germania             | 4 ottobre 1911    |      |
| 1h37'57"                         | Émile Anthoine             | Francia          | Parigi, Francia               | 13 luglio 1913    |      |
| 1h34'15"                         | Václav Balšán              | Cecoslovacchia   | Český Brod, Cecoslovacchia    | 13 agosto 1933    |      |
| 1h33'25"                         | Fritz Bleiweiß             | Germania         | Fürstenwalde, Germania        | 7 giugno 1936     |      |
| 1h32'12"                         | John Mikaelsson            | Svezia           | Malmö, Svezia                 | 30 maggio 1937    |      |
| 1h31'44"                         | John Mikaelsson            | Svezia           | Stoccolma, Svezia             | 10 giugno 1946    |      |
| 1h31'21"                         | Josef Doležal              | Cecoslovacchia   | Praga, Cecoslovacchia         | 5 giugno 1955     |      |
| 1h30'36"                         | Vladimir Golubničij        | Unione Sovietica | Kiev, Unione Sovietica        | 23 settembre 1955 |      |
| 1h30'00"                         | Josef Doležal              | Cecoslovacchia   | Praga, Cecoslovacchia         | 25 luglio 1956    |      |
| 1h28'39"                         | Vladimir Guk               | Unione Sovietica | Kiev, Unione Sovietica        | 13 aprile 1957    |      |
| 1h27'29"                         | Leonid Spirin              | Unione Sovietica | Mosca, Unione Sovietica       | 7 luglio 1957     |      |
| 1h27'04"                         | Vladimir Golubničij        | Unione Sovietica | Mosca, Unione Sovietica       | 5 luglio 1959     |      |
| 1h25'58"                         | Anatoliy Vedyakov          | Unione Sovietica | Mosca, Unione Sovietica       | 6 settembre 1959  |      |
| 1h25'22"                         | Gennadiy Agapov            | Unione Sovietica | Leningrado, Unione Sovietica  | 21 luglio 1968    |      |
| 1h25'19"                         | Gennadiy Agapov            | Unione Sovietica | Berlino Est, Germania Est     | 7 maggio 1972     |      |
| 1h24'50"                         | Paul Nihill                | Regno Unito      | Douglas, Regno Unito          | 30 luglio 1972    |      |
| 1h23'40"                         | Daniel Bautista            | Messico          | Bydgoszcz, Polonia            | 30 maggio 1976    |      |
| 1h23'30"                         | Anatolij Solomin           | Unione Sovietica | Vilnius, Unione Sovietica     | 19 luglio 1978    |      |
| 1h23'12"                         | Roland Wieser              | Germania Est     | Praga, Cecoslovacchia         | 30 agosto 1978    |      |
| 1h22'19"                         | Vadim Tsvetkov             | Unione Sovietica | Klaipėda, Unione Sovietica    | 13 maggio 1979    |      |
| 1h22'16"                         | Daniel Bautista            | Messico          | Valencia, Spagna              | 19 maggio 1979    |      |
| 1h21'04"                         | Daniel Bautista            | Messico          | Vretstorp, Svezia             | 9 giugno 1979     |      |
| 1h21'01"                         | Reima Salonen              | Finlandia        | Raisio, Finlandia             | 9 settembre 1979  |      |
| 1h21'00"                         | Daniel Bautista            | Messico          | Xalapa, Messico               | 30 marzo 1980     |      |
| 1h19'35"                         | Domingo Colín              | Messico          | Čerkasy, Unione Sovietica     | 27 aprile 1980    |      |
| 1h19'30"                         | Jozef Pribilinec           | Cecoslovacchia   | Bergen, Norvegia              | 24 settembre 1983 |      |
| 1h19'24"                         | Carlos Mercenario          | Messico          | New York, Stati Uniti         | 3 maggio 1987     |      |
| 1h19'12"                         | Axel Noack                 | Germania Est     | Karl-Marx-Stadt, Germania Est | 21 giugno 1987    |      |
| 1h19'08"                         | Michail Ščennikov          | Unione Sovietica | Kiev, Unione Sovietica        | 30 luglio 1988    |      |
| 1h18'54"                         | Yevgeniy Misyulya          | Unione Sovietica | Soči, Unione Sovietica        | 19 febbraio 1989  |      |
| 1h18'20"                         | Andrej Perlov              | Unione Sovietica | Mosca, Unione Sovietica       | 26 maggio 1990    |      |
| 1h18'13"                         | Pavol Blažek               | Cecoslovacchia   | Hildesheim, Germania Ovest    | 16 settembre 1990 |      |
| 1h17'46"                         | Julio René Martínez        | Guatemala        | Eisenhüttenstadt, Germania    | 8 maggio 1999     |      |
| 1h17'46"                         | Roman Rasskazov            | Russia           | Mosca, Russia                 | 19 maggio 2000    |      |
| 1h17'22"                         | Francisco Javier Fernández | Spagna           | Turku, Finlandia              | 28 aprile 2002    |      |
| Ratificata dalla World Athletics |                            |                  |                               |                   |      |
| 1h17'21"                         | Jefferson Pérez            | Ecuador          | Saint-Denis, Francia          | 23 agosto 2003    |      |
| 1h17'16"                         | Vladimir Kanajkin          | Russia           | Saransk, Russia               | 29 settembre 2007 |      |
| 1h17'02"                         | Yohann Diniz               | Francia          | Arles, Francia                | 8 marzo 2015      |      |
| 1h16'36"                         | Yūsuke Suzuki              | Giappone         | Nomi, Giappone                | 15 marzo 2015     |      |